# Acromyrmex landolti
Acromyrmex landolti é uma espécie de inseto do gênero Acromyrmex, pertencente à família Formicidae.